# Lobsang Njandak
Lobsang Njandak (ur. 1965 w Kalimpong) – tybetański polityk i działacz społeczny.
Studiował na Punjab University w stanie Chandigarh w Indiach. Działał w Kongresie Młodzieży Tybetańskiej, zasiadał w zarządzie tej organizacji (m.in. jako sekretarz generalny 1992 – 1995), był również członkiem kierownictwa Narodowej Demokratycznej Partii Tybetu. Sprawował mandat deputowanego tybetańskiego parlamentu na uchodźstwie. Od 2001 do 2006 był kalonem w kierowanym przez Lobsanga Tenzina rządzie emigracyjnym. Stał kolejno na czele Departamentu Informacji i Stosunków Międzynarodowych, Departamentu Finansów oraz Departamentu Zdrowia. We wrześniu 2008 objął stanowisko przedstawiciela Dalajlamy na Ameryki.